# Cso Hjongik
Cso Hjongik (Cho Hyung-ik) (hangul: 조형익; 1985. szeptember 13. –) dél-koreai labdarúgó, 2013 óta a Tegu (Daegu) FC középpályása.

## Pályafutása
Cso Hjongik a Mjongdzsi Egyetemen nevelkedett, majd 2008-ban került a Tegu FC csapatához. A középpályás sor jobb szélén bevethető Cso a 2008-as szezonban több mint 30 mérkőzésen játszott minden versenysorozatot figyelembe véve. 2009-ben továbbra is kulcsszerepet játszott a csapatban, 3 gólt szerzett a Dél-koreai élvonalban, a K-Ligában. Harmadik szezonjában nyolc alkalommal volt eredményes. 2011. március 5-én megszerezte első gólját az új idényben, de ezt követően belekeveredett a dél-koreai labdarúgó-fogadási botrányba, és 2 évig felfüggesztették a K-League küzdelmeitől is.
2013-ban az eltiltását követően visszatért a Teguhoz.